# 카롤 G
카롤 G(Karol G, 1991년 2월 14일 ~ )는 콜롬비아의 가수이다. 2018 라틴 그래미상 신인상 수상자이다.
아마이아 몬테이로와 친분이 있어 2024년에 라 오레하 데 반 고흐의 노래인 Rosas를 같이 공연하기도 했다.

## 음반 목록
- Unstoppable (2017)
- Ocean (2019)
- KG0516 (2021)
- Mañana Será Bonito (2023)